# Panorama Tools
Panorama Tools (alt. PanoTools) är en uppsättning fristående datorprogram med vars hjälp det är möjligt att skapa panoramabilder. Mjukvaran är ursprungligen utvecklad av Helmut Dersch.